# Cruce și Spadă
Cruce și Spadă – rumuńska organizacja antykomunistyczna w Bukareszcie, a następnie Górach Zachodniorumuńskich w latach 1948–1949
W maju 1948 r. w Bukareszcie doszło z inicjatywy prof. Gheorghe Gheorghiu Mărășeștiego, Ștefana Giurcoi i Gavrily Forțu do spotkania Alexandru Covaci, Traiana Mereuta, Nicolae Negoity, Mircei Oprescu, Nicu Boiangiu, Nicolae Pituru, Aurela Ciurcela, Ionela Iordana, Traiana Pascy i Iona Torcea. Liczyli oni na wybuch wojny pomiędzy państwami zachodnimi i ZSRR. Dysponowali powielaczem, na którym zaczęli drukować antykomunistyczne ulotki, rozrzucane po Bukareszcie. Podczas kolejnego zebrania 13 września 1948 r. zawiązano organizację pod nazwą Cruce și Spadă. Wkrótce do organizacji dołączył Aurel Potra, b. oficer Pułku Gwardii Królewskiej, który miał kontakty w mieście Cluj. Tam została utworzona komórka organizacji. W październiku we wsi Bologa w rejonie Cluja rozrzucono kolejne ulotki. Ponadto we wsi Zam-Sâncrai spalono magazyn. Na pocz. 1949 r. uzyskano dojście do kpt. Nicolae Florei, służącego w sztabie generalnym armii rumuńskiej i ministerstwie obrony narodowej. Próbowano też bezskutecznie nawiązać kontakt z ambasadą USA. 29 lutego tego roku doszło w Bukareszcie do kolejnego spotkania działaczy organizacji, na którym postanowiono udać się w rejon Huedin - Săcueu w rejonie Cluja, aby rozpocząć walkę zbrojną. Organizacja w tym celu gromadziła broń i amunicję. 14 marca we wsi Huedin oddział bezpieczeństwa przypadkowo natknął się na grupę 5 członków organizacji (prof. G.G. Mărășești, I. Torcea, A. Ciurcel, N. Pituru i G. Forțu), w wyniku czego doszło do krótkiej wymiany strzałów. Udało im się bezpiecznie wycofać. Pozostali znaleźli schronienie we wsi Bologa. Pod koniec marca wszyscy przenieśli się w rejon Masywu Horăița w Górach Zachodniorumuńskich. Przeprowadzono tam zebranie, na którym złożono przysięgę wierności i opracowano plan przyszłych działań. Zamierzano zaatakować fabrykę w Poeni, prowadzić działania sabotażowe na liniach kolejowych, a także napadać na miejscowych działaczy Rumuńskiej Partii Komunistycznej i funkcjonariuszy milicji. Do Bukaresztu postanowiono wysłać jako specjalnego kuriera organizacji N. Pituru. 10 kwietnia na stacji kolejowej w Huedin w zasadzkę Securitate wpadło 2 członków organizacji, którzy następnie zostali aresztowani. 1 funkcjonariusz organów bezpieczeństwa został ranny. W nocy z 11 na 12 kwietnia zostali aresztowani G. Forțu i N. Pituru (nie zdążył jeszcze wyjechać do Bukaresztu). Pozostali sami poddali się, po zagrożeniu przez Securitate zabicia aresztowanych już członków organizacji. Trybunał wojskowy w Klużu 23 września skazał 22 oskarżonych na kary od 10 do 25 lat więzienia. W listopadzie podczas przewożenia G.G. Mărășeștiego, A. Potry, N. Pituru i G. Forțu do więzienia, zostali oni zastrzeleni przez konwojujących ich funkcjonariuszy służby specjalnej.